# ایکیزدره (دامال)
ایکیزدره (به ترکی استانبولی: İkizdere، به زبان ارمنی: Նունուս) یک منطقهٔ مسکونی در ترکیه است که در دامال واقع شده‌است.